# 澳門瑞吉金沙城中心酒店
澳門瑞吉酒店（St. Regis Macao），位於路氹城塡海區金光大道地段，是路氹金光大道中一個五星级酒店發展項目．毗連澳門喜來登酒店、澳門倫敦人酒店以及澳門康萊德酒店。
澳門瑞吉酒店於2012年第四季開始動工，提供約400間客房及套房，附設有Iridium Spa水療中心、The St.Regis Athletic Club健身中心、Outdoor Swimming Pool 室外游泳池及兩間餐廳，未來將會增設酒店式公寓服務。酒店在2015年12月17日開幕。

## 鄰近建築／景點
| 景點 - 路環小型賽車場 - 澳門賽馬會 - 澳門國際遊艇俱樂部 旅館或商業項目 - 皇庭海景酒店 - 澳門葡京人 | 建設 - 路氹國際體育綜合體 - 澳門東亞運動會體育館 （澳門蛋） - 保齡球中心 - 網球學校 - 國際射擊中心 - 澳門戶外表演區 - 澳門科技大學 - 科大醫院 - 蓮花大橋 - 東方高爾夫球會 - 離島醫院綜合體北京協和醫院澳門醫學中心 - 駕駛學習暨考試中心 - 澳門鏡湖護理學院 | 「路氹金光大道™」商標項目 - 澳門威尼斯人度假村酒店 - 金光綜藝館 - 澳門百利宮 - 四季酒店 - 百利沙娛樂場 - 四季·名店 - 澳門倫敦人 - 康萊德酒店 - 倫敦人酒店 - 倫敦人名匯 - 瑞吉酒店 - 澳門巴黎人 - 巴黎人酒店 | 路氹城其他大型項目 - 新濠天地 - 頤居 - 迎尚酒店 - 君悅酒店 - 摩珀斯酒店 - 新濠大道 - 澳門銀河 - 澳門銀河酒店 - 澳門大倉酒店 - 澳門悅榕庄酒店 - 澳門JW萬豪酒店 - 澳門麗思卡爾頓酒店 - 澳門百老匯 - 萊佛士酒店 - 安達仕酒店 - 澳門嘉佩樂酒店 - 新濠影滙 - 新濠影滙酒店 - 澳門W酒店 - 永利皇宫 - 永利皇宮酒店 - 美獅美高梅 - 上葡京 |

鄰近澳門倫敦人、Conrad、Holiday Inn和Sheraton酒店。對面就是Four Seasons和威尼斯人。

## 外部連結
澳門瑞吉酒店官方網站